# Bajo sexto

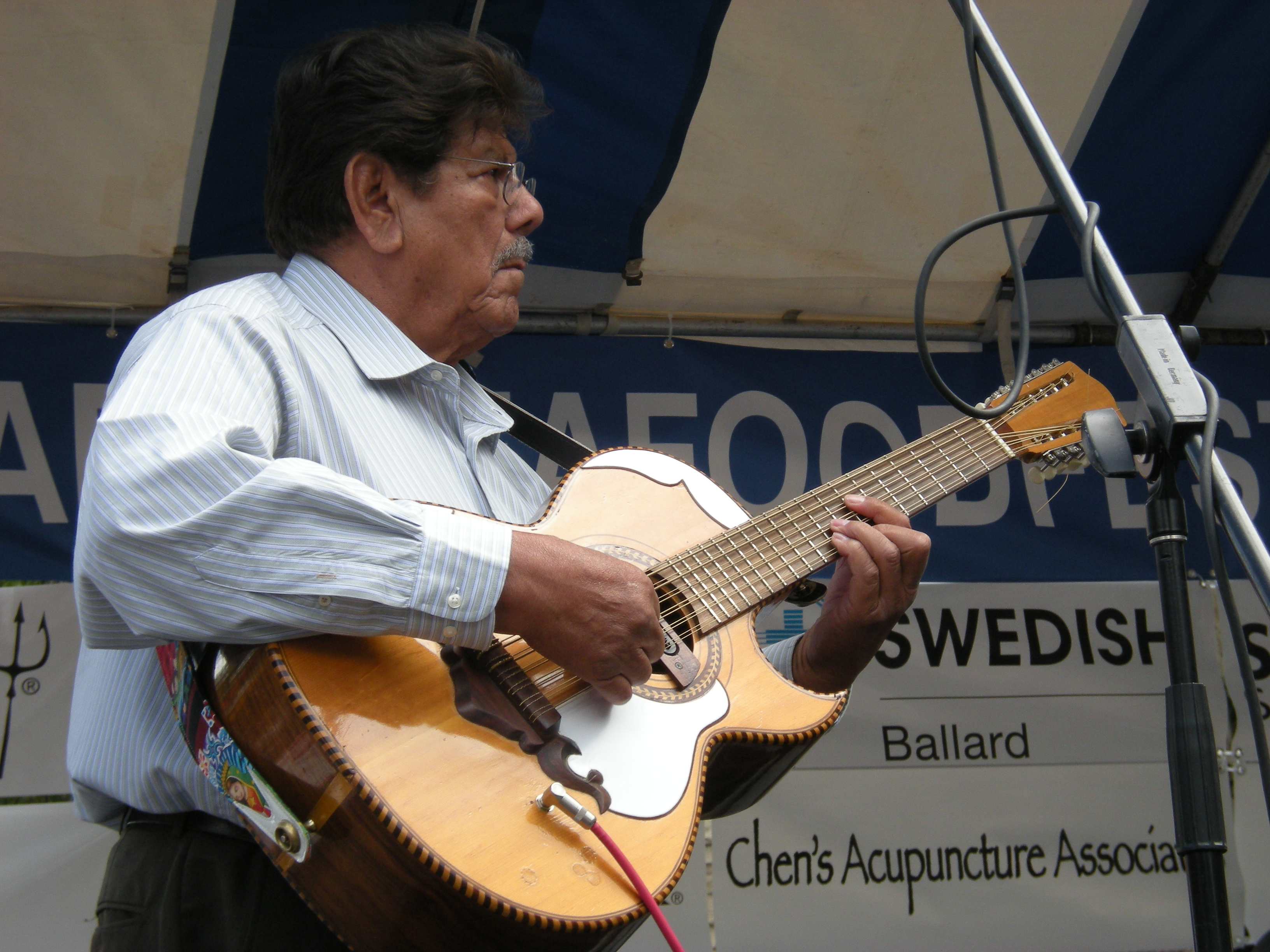
José Guadalupe Guzmán bespeelt een bajo sexto

De bajo sexto is een Mexicaanse akoestische basgitaar met twaalf snaren. Het instrument komt vooral voor in het uiterste zuiden van de Verenigde Staten en in het noorden en oosten van Mexico, waar het gebruikt wordt bij de muziekstijl norteño, soms ook wel tex-mex genoemd. Met de opkomst van deze muziekstijl in de jaren 20 werd ook de bajo sexto bekender. De bajo sexto vormt samen met de accordeon de basis van deze muziekstijl.
De gitaar produceert een lage klank, en wordt daarom vooral ingezet als ritmische ondersteuning. 
Onder andere Ry Cooder is een bajo sexto-bespeler.
De tiensnarige versie van de bajo sexto wordt bajo quinto genoemd.